# 1905 în științifico-fantastic
- 1904 în științifico-fantastic — 1905 în științifico-fantastic — 1906 în științifico-fantastic

1905 în științifico-fantastic a implicat o serie de evenimente:

## Nașteri și decese

### Nașteri
- Claus Eigk, Pseudonimul lui Hartmut Bastian (d. ?)
- Edna Mayne Hull (d. 1975). A fost prima soție a scriitorului A. E. van Vogt
- Irmgard Keun (d. 1982)
- Günther Krupkat (d. 1990)
- Noel Loomis (d. 1969)
- Festus Pragnell (d. 1977)
- Ayn Rand (d. 1982) (a scris Revolta lui Atlas, 1957)
- Eric Frank Russell (d. 1978) ( a publicat sub pseudonime ca Duncan H. Munro și Niall(e) Wilde)
- Viktor Saparin (d. 1970)
- Stefan Tita (d. 1977)
- Rex Warner (d. 1986)

### Decese
- Julius Stinde (n. 1841)
- Jules Verne (n. 1828, este considerat unul dintre fondatorii literaturii science-fiction, printre altele)

## Cărți

### Romane
- Anno 2222. Ein Zukunftstraum de Albert Daiber
- Invazia mării de Jules Verne
- O utopie modernă de H. G. Wells
- Sultana's Dream (Visul Sultanei), roman utopic feminist scris de Rokeya Sakhawat Hossain, o feministă musulmană, scriitoare și reformatoare socială din Bengal.

### Povestiri
- „Împărăția furnicilor” de H. G. Wells

## Filme
| Titlu | Regizor | Distribuție | Țara | Sub-Gen /Note |
| ----- | ------- | ----------- | ---- | ------------- |
|       |         |             |      |               |